# Автоматический выключатель

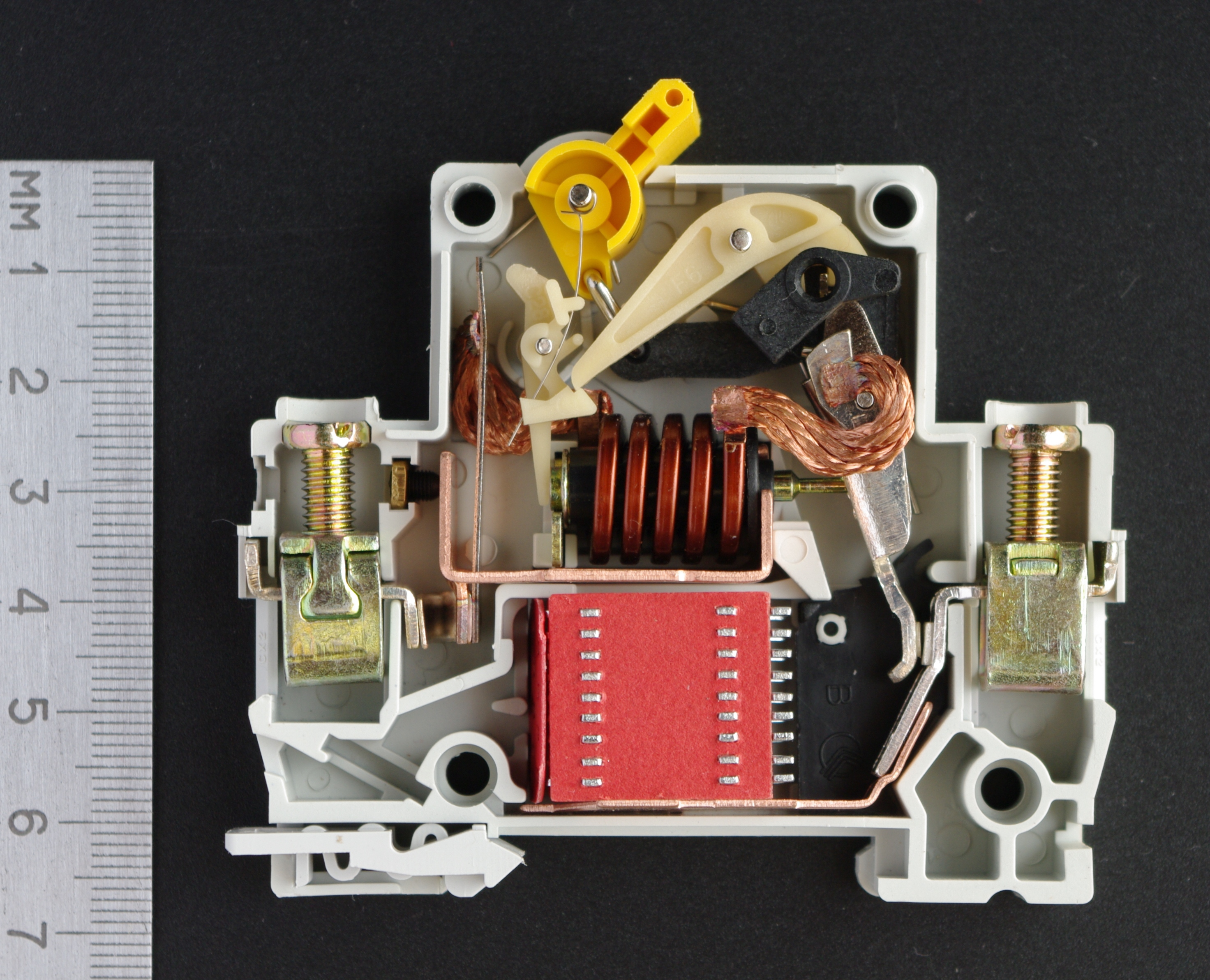
Автоматический выключатель — внутреннее устройство. Вид сбоку

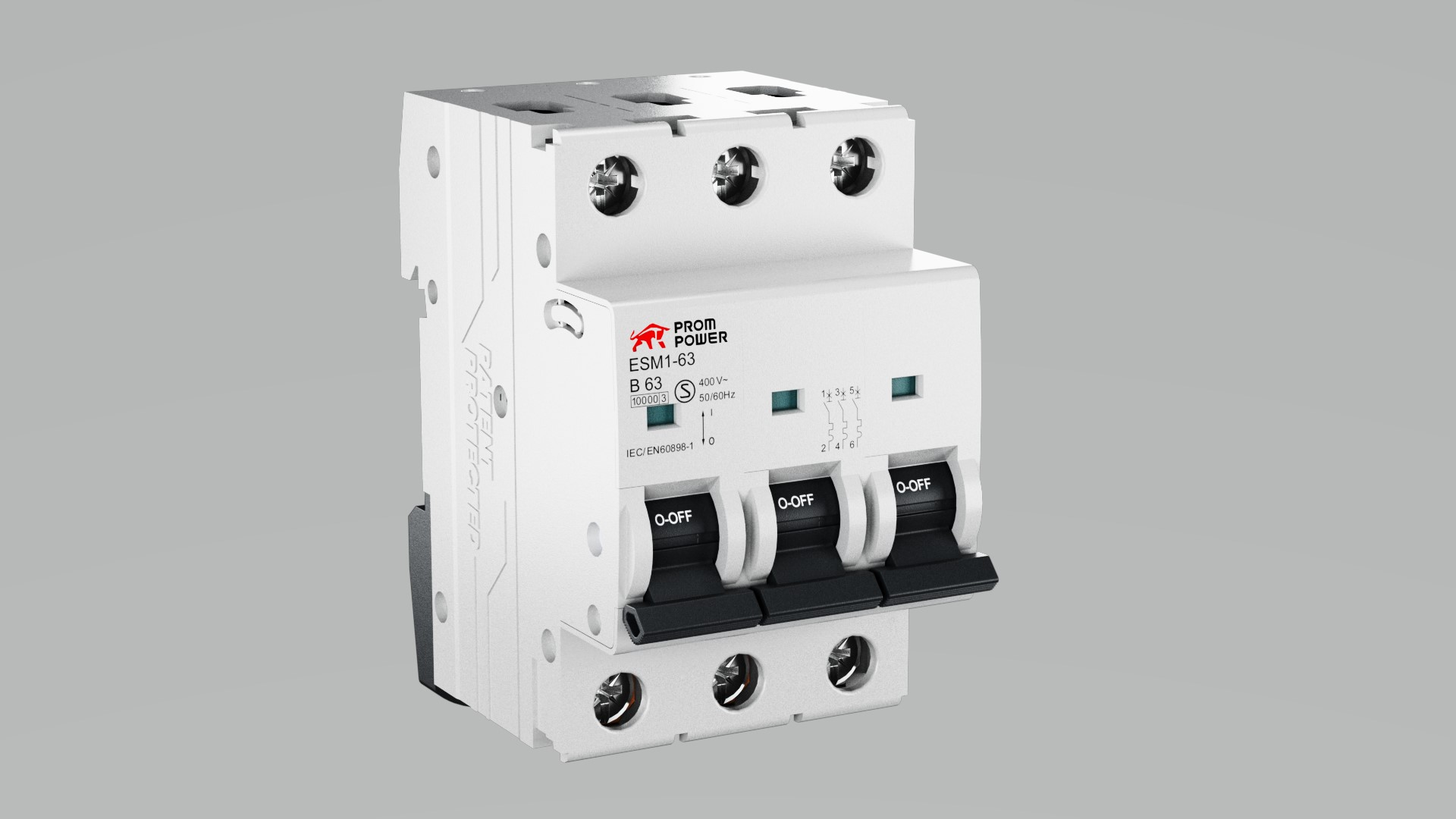
Трёхфазный автоматический выключатель на DIN-рейку

Автомати́ческий выключа́тель (также автомат защиты) — контактный коммутационный аппарат (механический или электронный), способный включать токи, проводить их и отключать при нормальных условиях в цепи, а также включать, проводить в течение нормированного (заданного) времени и автоматически отключать токи при нормированных ненормальных условиях в цепи, таких как токи короткого замыкания.
Предназначены для коммутации переменного тока, для постоянного тока применяются автоматические выключатели постоянного тока.

## История изобретения
Автомат защиты линии изобретён американским учёным Чарлзом Графтоном Пэйджем (англ.) в 1836 году. Первую конструкцию автоматического выключателя описал Эдисон в 1879 году, в то время как его коммерческая система электроснабжения использовала плавкие предохранители. Конструкция современных автоматических выключателей была запатентована швейцарской компанией Brown, Boveri & Cie (англ.) в 1924 году.

## Роль в электрической цепи
Автоматический выключатель предназначен для защиты электрической цепи от перегрузки и токов короткого замыкания. Главным отличием от плавкой вставки является возможность многократного использования и стабильность заданного порогового значения (уставки) срабатывания.

## Классификация

### ГОСТ
ГОСТ 9098-78 устанавливает следующую классификацию автоматических выключателей:
1. По роду тока главной цепи: постоянного тока; переменного тока; постоянного и переменного тока.Номинальные токи главных цепей выключателей, предназначенных для работы при температуре окружающего воздуха +40 °C, должны соответствовать ГОСТ 6827. Номинальные токи для главных цепей выключателя выбирают из ряда: 6,3; 10; 16; 20; 25; 32; 40; 63; 100; 160; 250; 400; 630; 1000; 1600; 2000; 2500; 4000; 6300 А. Дополнительно могут выпускаться выключатели на номинальные токи главных цепей выключателей: 1500; 3000; 3200 А.Номинальные токи максимальных расцепителей тока выключателей, предназначенных для работы при температуре окружающего воздуха +40 °C, должны соответствовать ГОСТ 6827.Допускаются номинальные токи максимальных расцепителей тока: 15; 45; 120; 150; 300; 320; 600; 1200; 1500; 2000; 3000; 3200 А.
2. По конструкции: воздушный автоматический выключатель (англ. Air Circuit Breaker, сокращенно АСВ) от 800 А до 6300 А, выключатель в литом корпусе (с англ. — «МССВ») от 10 А до 2500 А, модульные автоматические выключатели (с англ. — «МСВ») от 0,5 А до 125 А.
3. По числу полюсов главной цепи: однополюсные; двухполюсные; трёхполюсные; четырёхполюсные.
4. По наличию токоограничения: токоограничивающие; нетокоограничивающие.
5. По видам расцепителей: с максимальным расцепителем тока; с независимым расцепителем; с минимальным или нулевым расцепителем напряжения.
6. По характеристике выдержки времени максимальных расцепителей тока: без выдержки времени; с выдержкой времени, независимой от тока; с выдержкой времени, обратно зависимой от тока; с сочетанием указанных характеристик.
7. По наличию свободных контактов («блок-контактов») для вторичных цепей: с контактами; без контактов.
8. По способу присоединения внешних проводников: с задним присоединением; с передним присоединением; с комбинированным присоединением (верхние зажимы с задним присоединением, а нижние — с передним присоединением или наоборот); с универсальным присоединением (передним и задним).
9. По виду установки: выкатные с втычными контактами; стационарные.
10. По виду исполнения отсечки: селективные, неселективные.
11. По виду привода: с ручным; с двигательным; с пружинным.
12. По наличию и степени защиты выключателя от воздействия окружающей среды и от соприкосновения с находящимися под напряжением частями выключателя и его движущимися частями, расположенными внутри оболочки (в соответствии с требованиями ГОСТ 14255).

#### Селективный автоматический выключатель
В стандартах СССР и России селективные автоматические выключатели — это автоматические выключатели с выдержкой времени (0,25—0,6 сек.) при отсечке (см. статью «Токовая отсечка»). Такие выключатели, в сочетании с выключателями с мгновенной отсечкой на нижней ступени, позволяют строить селективное срабатывание при коротком замыкании.
Селективные автоматические выключатели (англ. Selective Main Circuit Breaker) в соответствии с немецким стандартом DIN VDE 0641-21 также имеют функцию селективности, но осуществляют её другим способом.

## Устройство

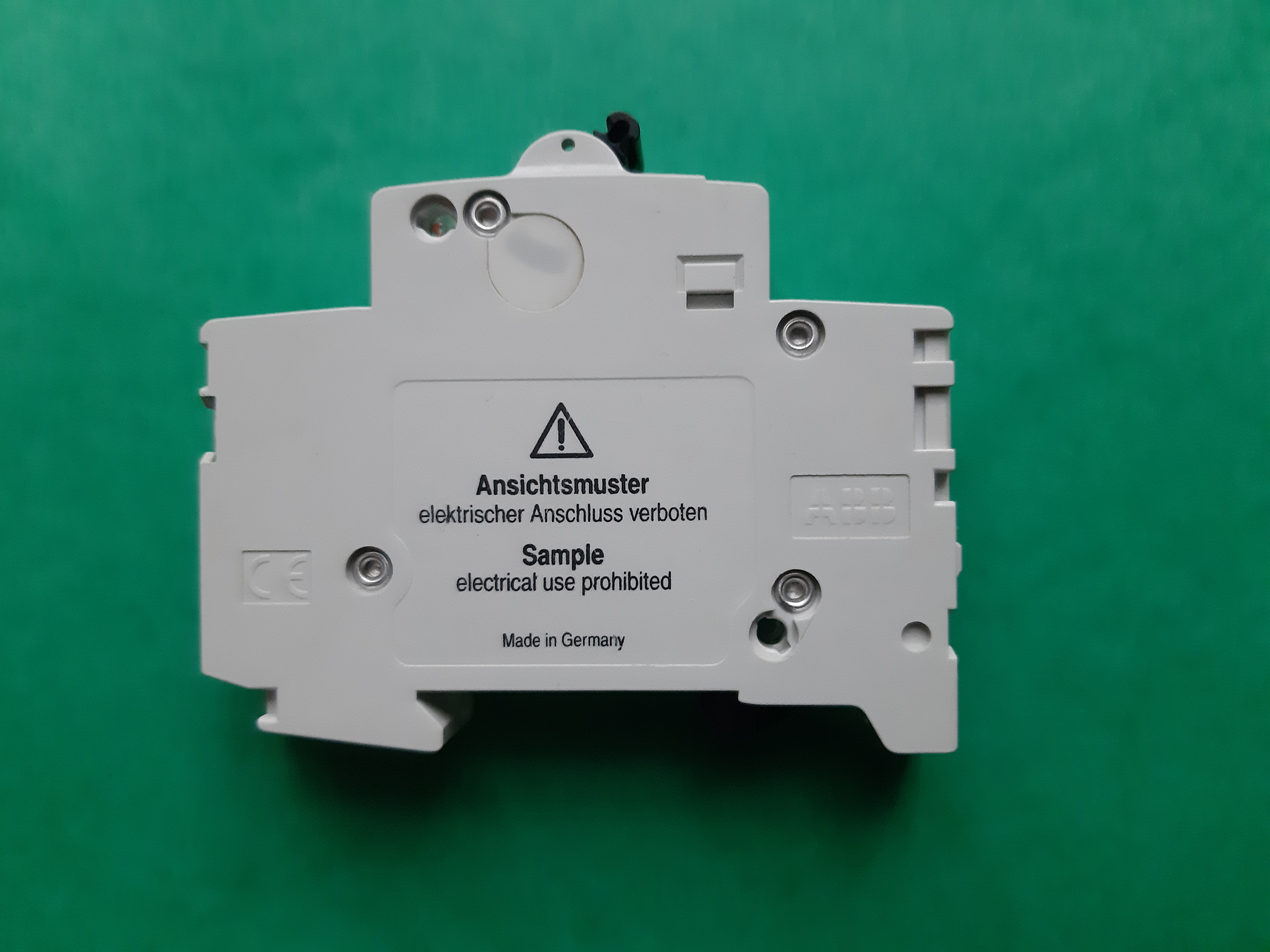
Макет автоматического выключателя
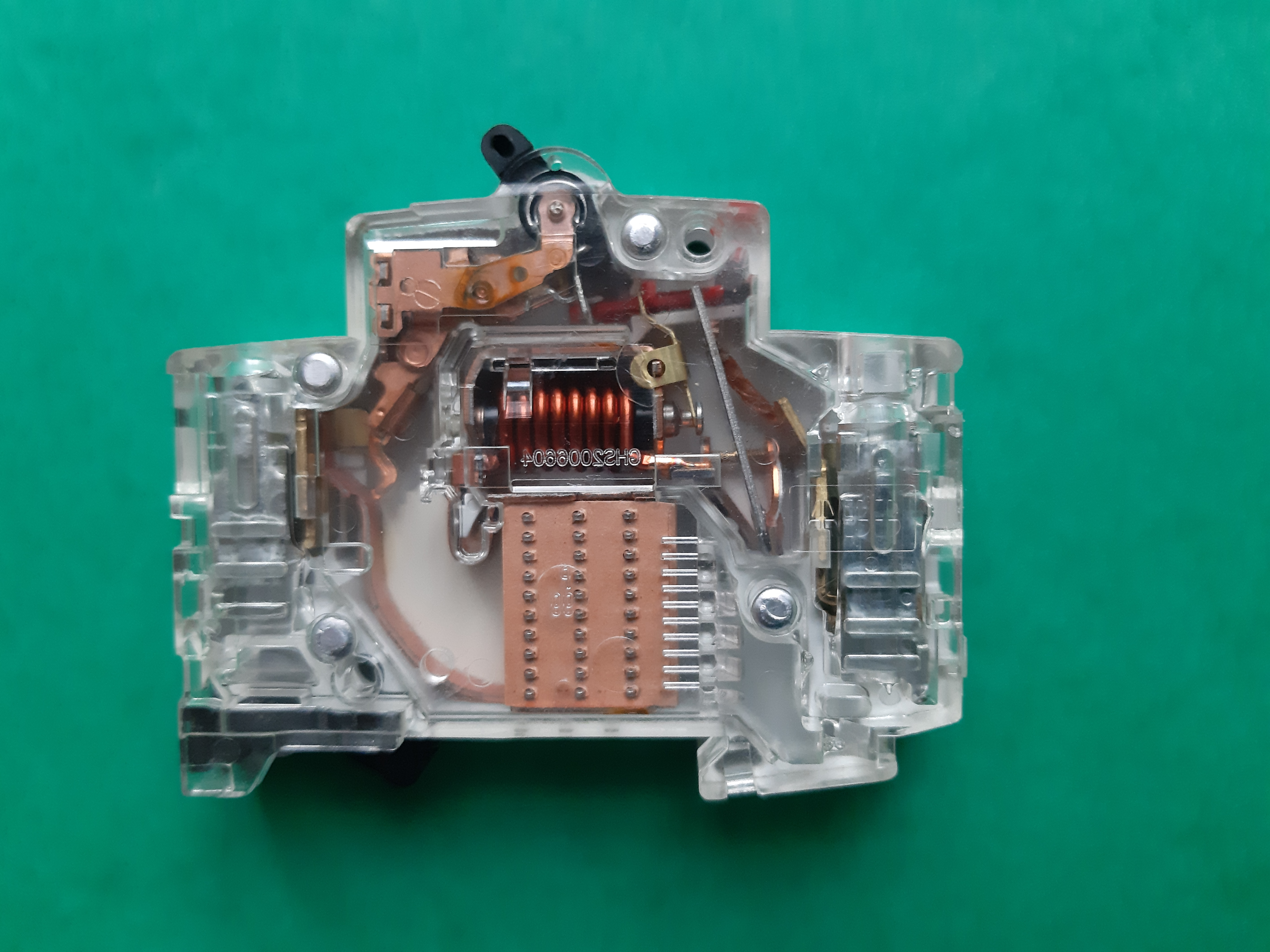
Макет автоматического выключателя: контакты разомкнуты.
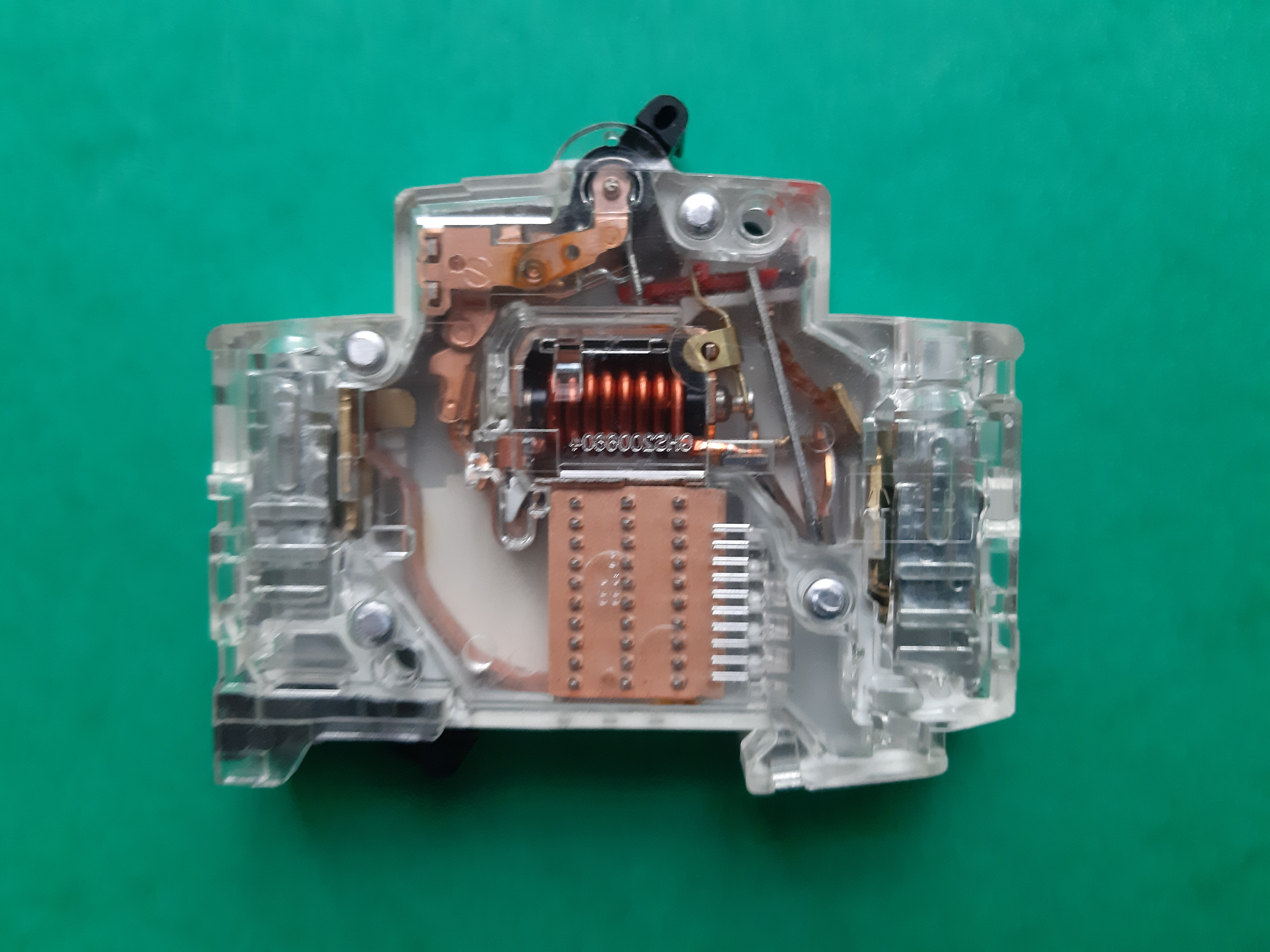
Макет автоматического выключателя: контакты замкнуты.

Автоматические выключатели бывают одно-, двух-, трёх- или четырёхполюсными и имеют следующие конструктивные узлы: главную контактную систему, дугогасительную систему, привод расцепляющего устройства, расцепитель (прерыватель, прерыватели), вспомогательные контакты (необязательно).
Контактная система может быть трёхступенчатой (с главными, промежуточными и дугогасительными контактами), двухступенчатой (с главными и дугогасительными контактами) и одноступенчатой (при использовании металлокерамики).
Дугогасительная система может состоять из камер с узкими щелями или из камер с дугогасительными решётками. Комбинированные дугогасительные устройства — щелевые камеры в сочетании с дугогасительной решеткой — применяют для гашения дуги при больших токах.
Для каждого исполнения автоматического выключателя существует предельный ток короткого замыкания, который гарантированно не приводит к выходу из строя автомата. Превышение этого тока может вызвать подгорание или сваривание контактов. Например, у популярных серий бытовых автоматов при токе срабатывания 6-50 А предельный ток обычно составляет 1000—10 000 А.
Автоматические выключатели изготовляют с ручным и двигательным приводом, в стационарном или выдвижном исполнении.
Привод автоматического выключателя служит для включения, автоматического отключения и может быть ручным непосредственного действия и дистанционным (электромагнитным, пневматическим и тому подобным).
Автоматические выключатели имеют реле прямого действия, называемые прерывателями.

### Расцепители

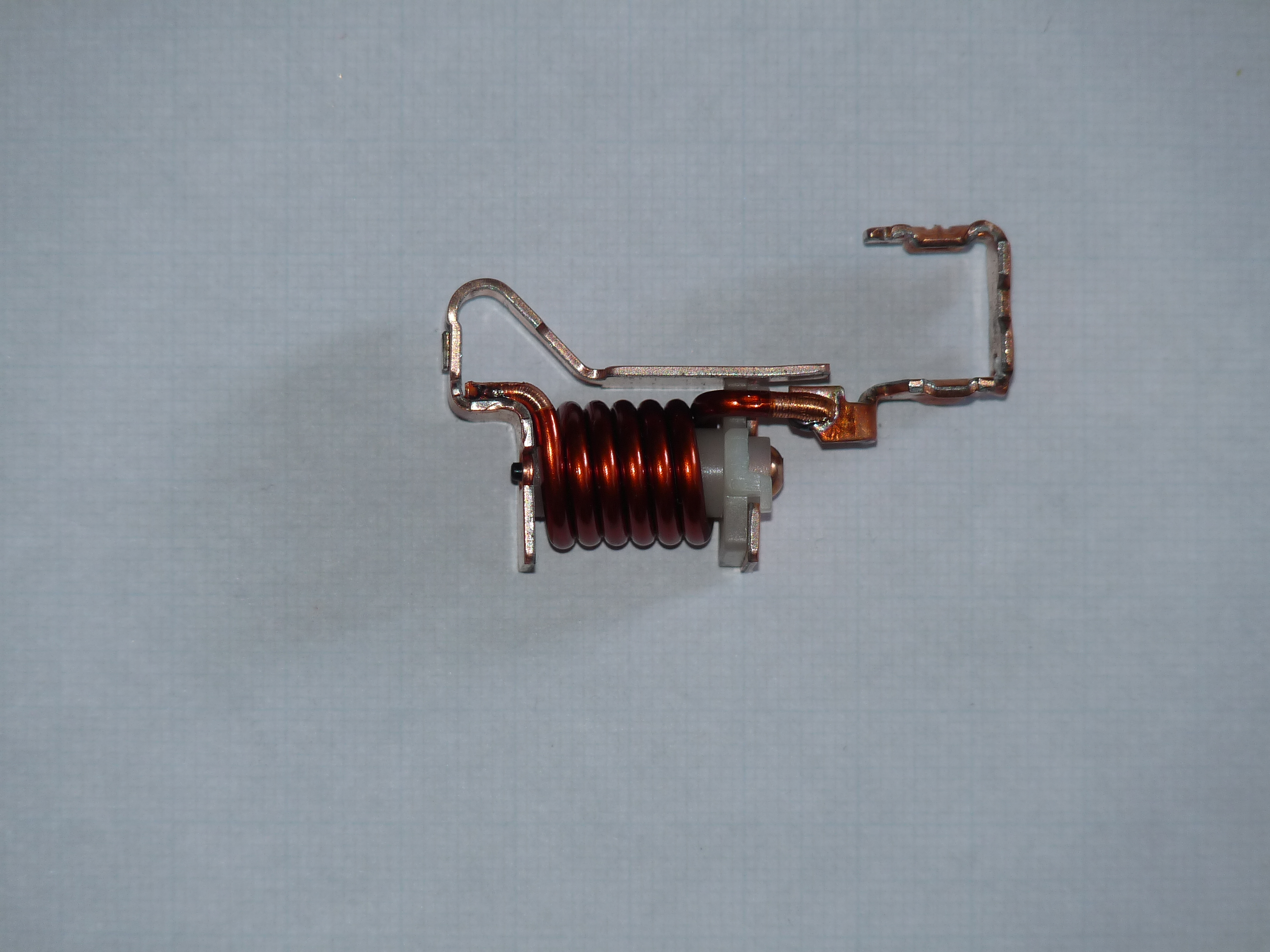
Электромагнитный расцепитель модульного автоматического выключателя General Electric G61

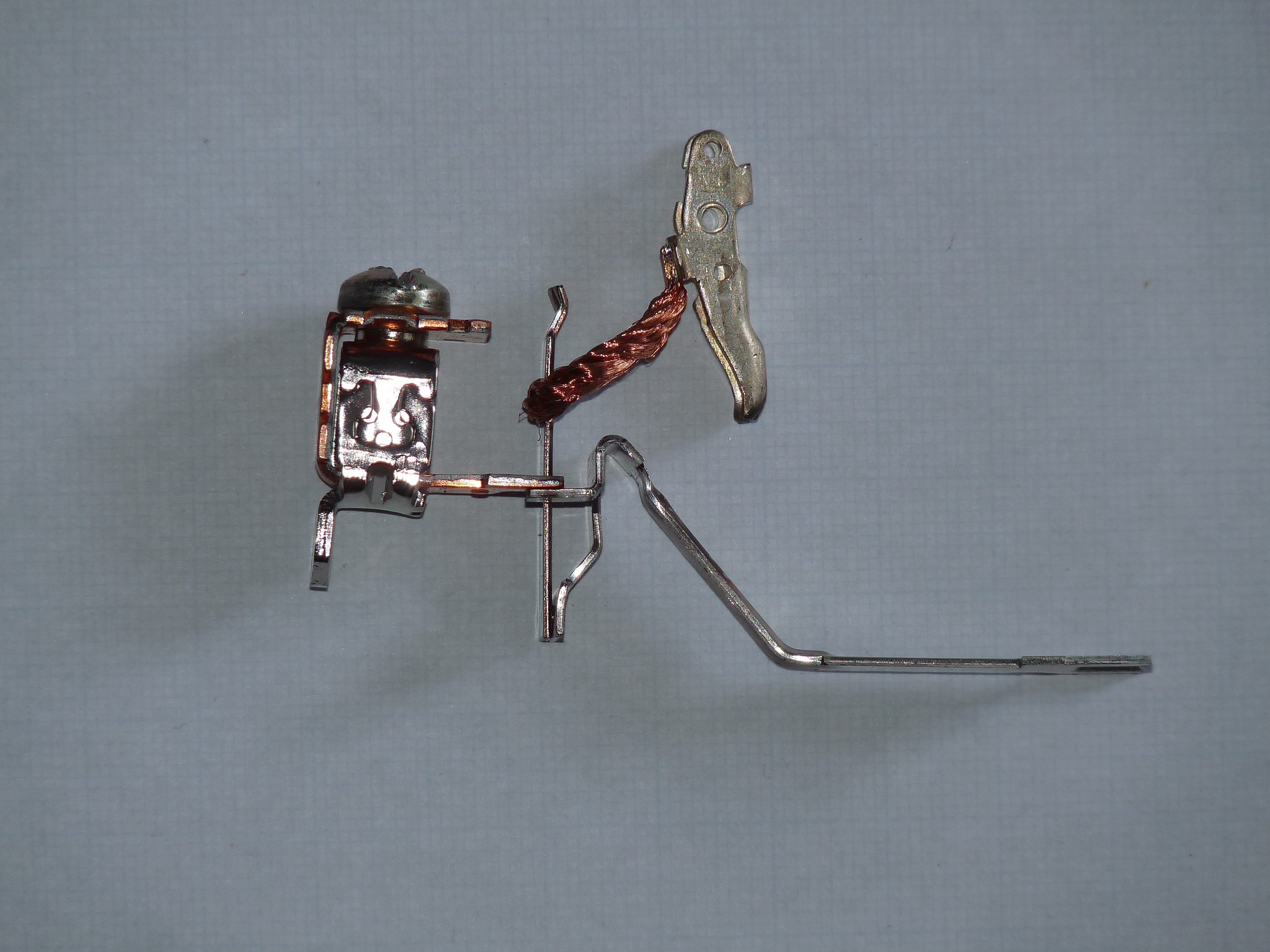
Биметаллическая пластина модульного автоматического выключателя General Electric G61

Схемы подключения прерывателей

Расцепители (прерыватели) — это электромагнитные, электронные, микропроцессорные или термобиметаллические элементы, служащие для отключения автоматического выключателя через механизм свободного расцепления при коротком замыкании, перегрузках и исчезновении напряжения в первичной цепи (непосредственно: электромагнитные и термобиметаллические элементы; либо косвенно через отдельный независимый электромагнитный расцепитель: электронные и микропроцессорные).
Механизм свободного расцепления состоит из рычагов, защелок, коромысел и отключающих пружин и предназначен для мгновенного отключения автоматического выключателя (вне зависимости от положения органа включения: невозможность удержания автоматического выключателя во включённом положении при срабатывании расцепителя), а также для устранения повторного включения автоматического выключателя на короткое замыкание при длительно существующей команде на включение.

#### Электромагнитный расцепитель (отсечка)
Расцепитель мгновенного действия представляет собой соленоид (7), подвижный сердечник которого также может приводить в действие механизм расцепления. Ток, проходящий через выключатель, течет по обмотке соленоида и вызывает втягивание сердечника при превышении заданного порога тока. Мгновенный расцепитель, в отличие от теплового, срабатывает очень быстро (доли секунды), но при значительно большем превышении тока: в 2÷10 раз от номинала, в зависимости от типа (автоматические выключатели делятся на типы (классы) A, B, C и D в зависимости от чувствительности мгновенного расцепителя). В автоматических выключателях на большие токи начиная с 1970-х годов стали применять электронные расцепители (например, отечественные автоматические выключатели серии «Электрон», некоторые типы автоматов серий А-37, ВА), а в последнее время — и микропроцессорные расцепители (микропроцессорные блоки защиты).

#### Тепловой расцепитель
Представляет собой биметаллическую пластину (5), нагреваемую протекающим током. При протекании тока выше допустимого значения биметаллическая пластина изгибается и приводит в действие механизм расцепления. Время срабатывания зависит от тока (время-токовая характеристика) и может изменяться от секунд до часа. Минимальный ток, при котором должен срабатывать тепловой расцепитель, составляет 1,45 от тока уставки теплового расцепителя. Настройка тока срабатывания производится в процессе изготовления регулировочным винтом (6). В отличие от плавкого предохранителя, автоматический выключатель готов к следующему использованию после остывания пластины. Роль теплового расцепителя может выполнять электромагнитный (мгновенный) расцепитель, оснащённый гидравлическим замедлителем срабатывания. Такие автоматические выключатели отличаются пожаробезопасностью, так как не имеют нагреваемого элемента (биметаллической пластины).
Биметаллическая пластина представляет собой ленту из двух металлических полос с разными коэффициентами теплового расширения. В автоматическом выключателе она выполняет роль теплового расцепителя. Две полосы не сплавлены между собой и обычно скреплены с одного конца пайкой или сваркой. Другие концы закреплены неподвижно. Биметаллическая пластина включена в цепь последовательно с нагрузкой. В результате её нагревания электрическим током пластина изгибается в сторону металла с меньшим коэффициентом линейного расширения. В случае перегрузки изгиб пластины обеспечивает отключение автоматического выключателя.

## Отключение
Отключение может происходить без выдержки времени или с выдержкой. По собственному времени отключения tс, о (промежуток от момента, когда контролируемый параметр превзошёл установленное для него значение, до момента начала расхождения контактов) различают нормальные выключатели (tс, о = 0,02-1 с), выключатели с выдержкой времени (селективные) и быстродействующие выключатели (tс, о < 0,005 с).
Нормальные и селективные автоматические выключатели токоограничивающим действием не обладают. Быстродействующие выключатели, так же как предохранители, обладают токоограничивающим действием, так как отключают цепь до того, как ток в ней достигнет значения Іу.
Селективные автоматические выключатели позволяют осуществить селективную защиту сетей путём установки автоматических выключателей с разными выдержками времени: наименьшей у потребителя и ступенчато возрастающей к источнику питания.

### Характеристики

#### Ток мгновенного расцепления (прерывания)

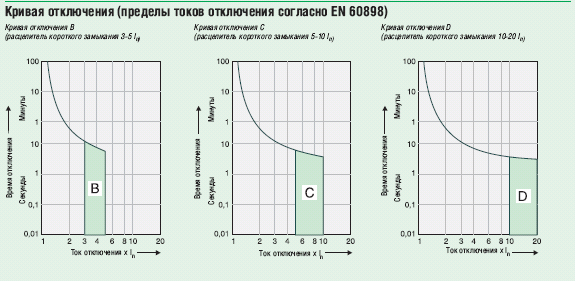
Диаграмма отключения модульных автоматических выключателей разных производителей (закрашена область токов мгновенного расцепления)

Согласно ГОСТ Р 50345-2010 (п.5.3.5), бытовые автоматические выключатели переменного тока делятся на следующие типы (классы) по току мгновенного расцепления:
- тип B: свыше 3·In до 5·In включительно (где In — номинальный ток) (применяется для защиты линий освещения или линий имеющих большую протяженность)
- тип C: свыше 5·In до 10·In включительно (применяется для защиты розеточных групп или линий с потребителями с повышенными пусковыми токами)
- тип D: свыше 10·In до 20·In включительно (применяется для защиты трансформаторов или линий с потребителями с большими пусковыми токами)

Промышленные автоматические выключатели могут быть следующих типов:
- тип L: свыше 8·In
- тип Z: свыше 4·In
- тип K: свыше 12·In

У европейских производителей классификация может несколько отличаться. В частности, имеется дополнительный тип A (свыше 2·In до 3·In).
У АВВ имеются автоматические выключатели с кривыми K (8 — 14·In) и Z (2 — 4·In), соответствующие стандарту МЭК 60947-2.

### Испытание автоматических выключателей
Характеристики выключателей проверяют в ходе типовых испытаний (стойкость маркировки; надежность винтов, токопроводящих частей и соединений; надежность выводов для внешних проводников; защита от электрических ударов; электроизоляционные устройства; превышение температуры (28-суточное испытание); характеристика прерывания; механическая и коммутационная износостойкость; короткое замыкание; стойкость против механических толчков и ударов; термостойкость; стойкость против аномального нагрева и огня; коррозийная устойчивость).

## Варианты исполнения

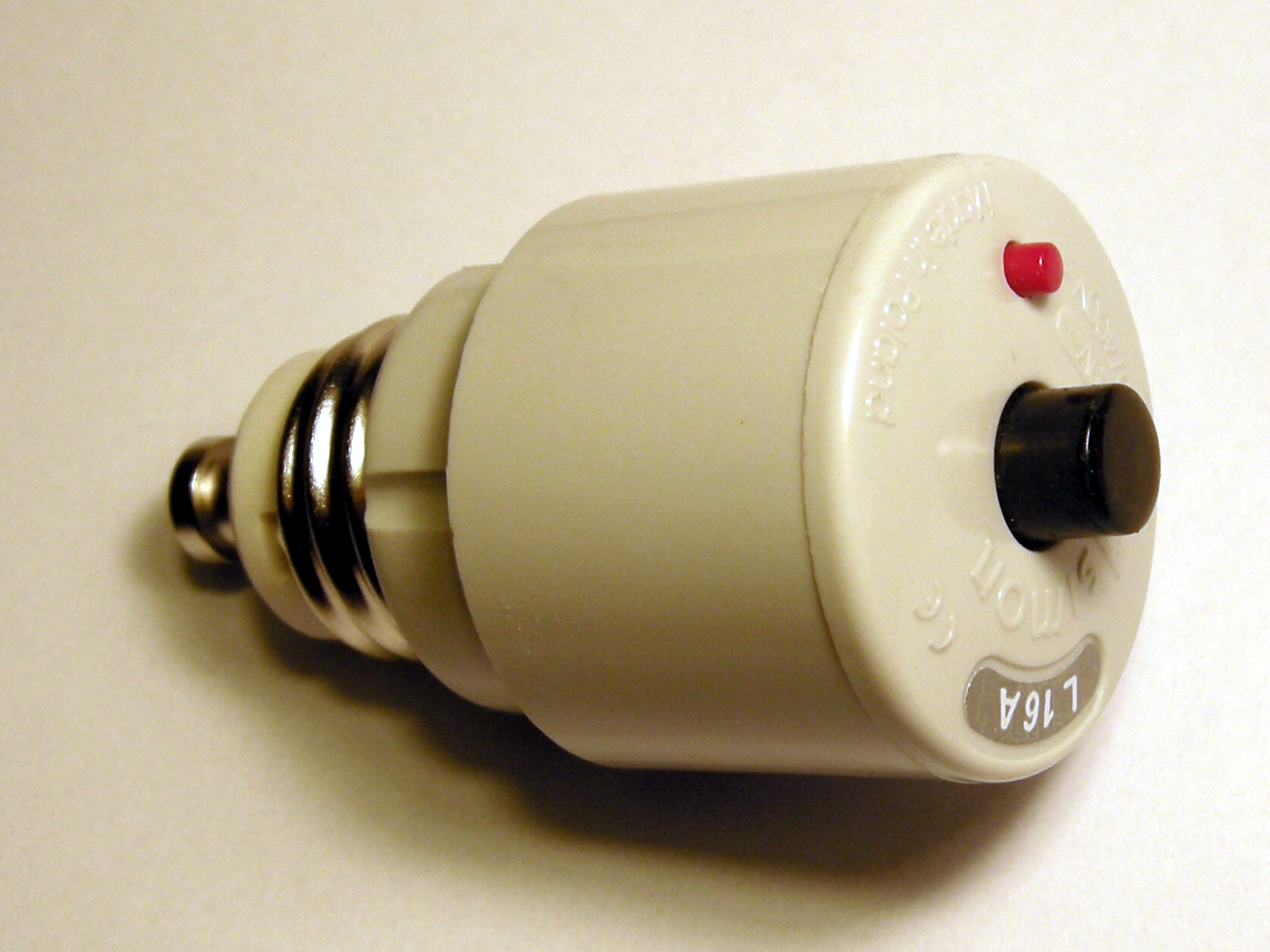
Автоматический выключатель в корпусе пробочного предохранителя
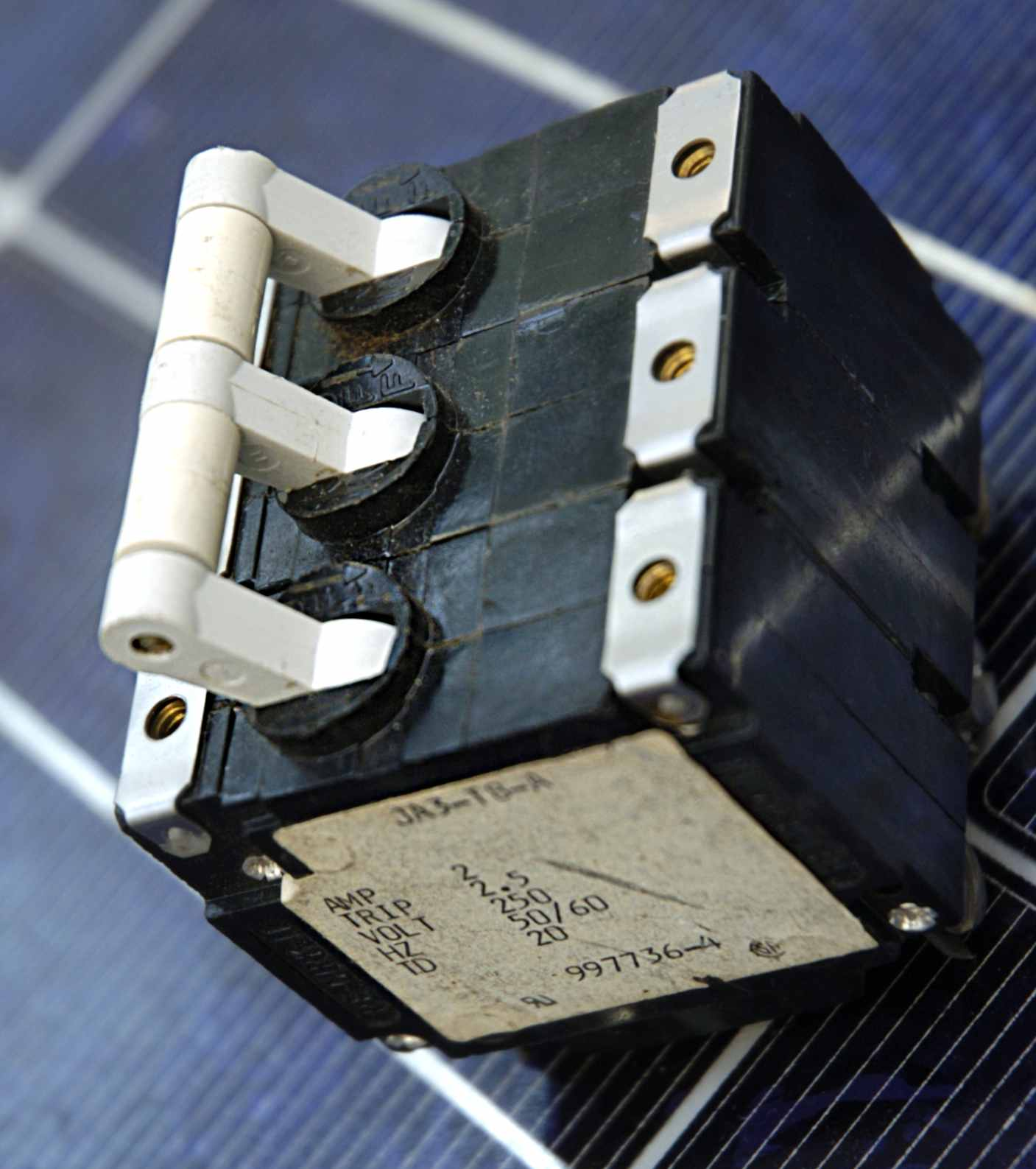
3-полюсный автоматический выключатель защиты для непосредственного монтажа
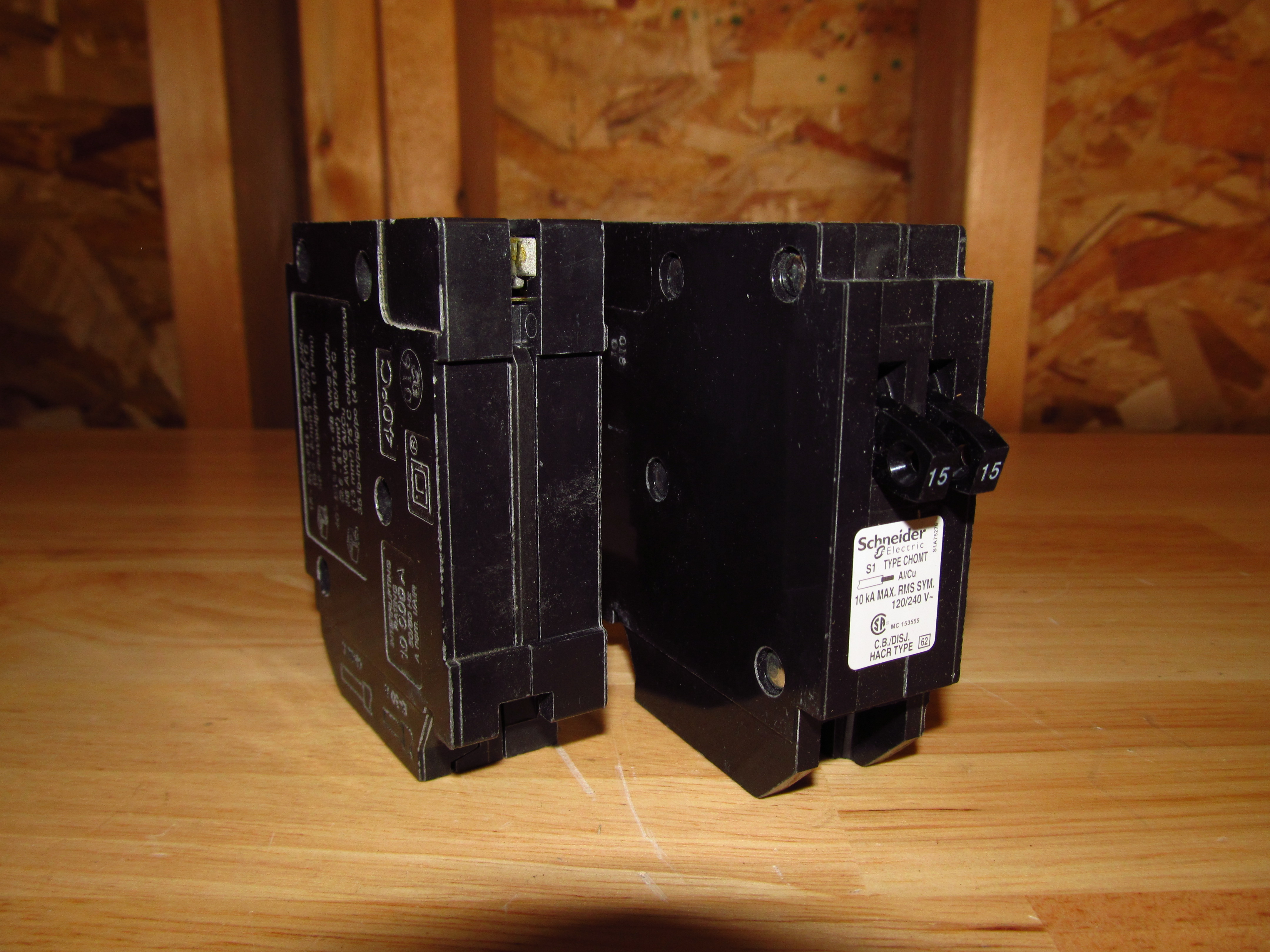
Автоматические выключатели, используемые в США
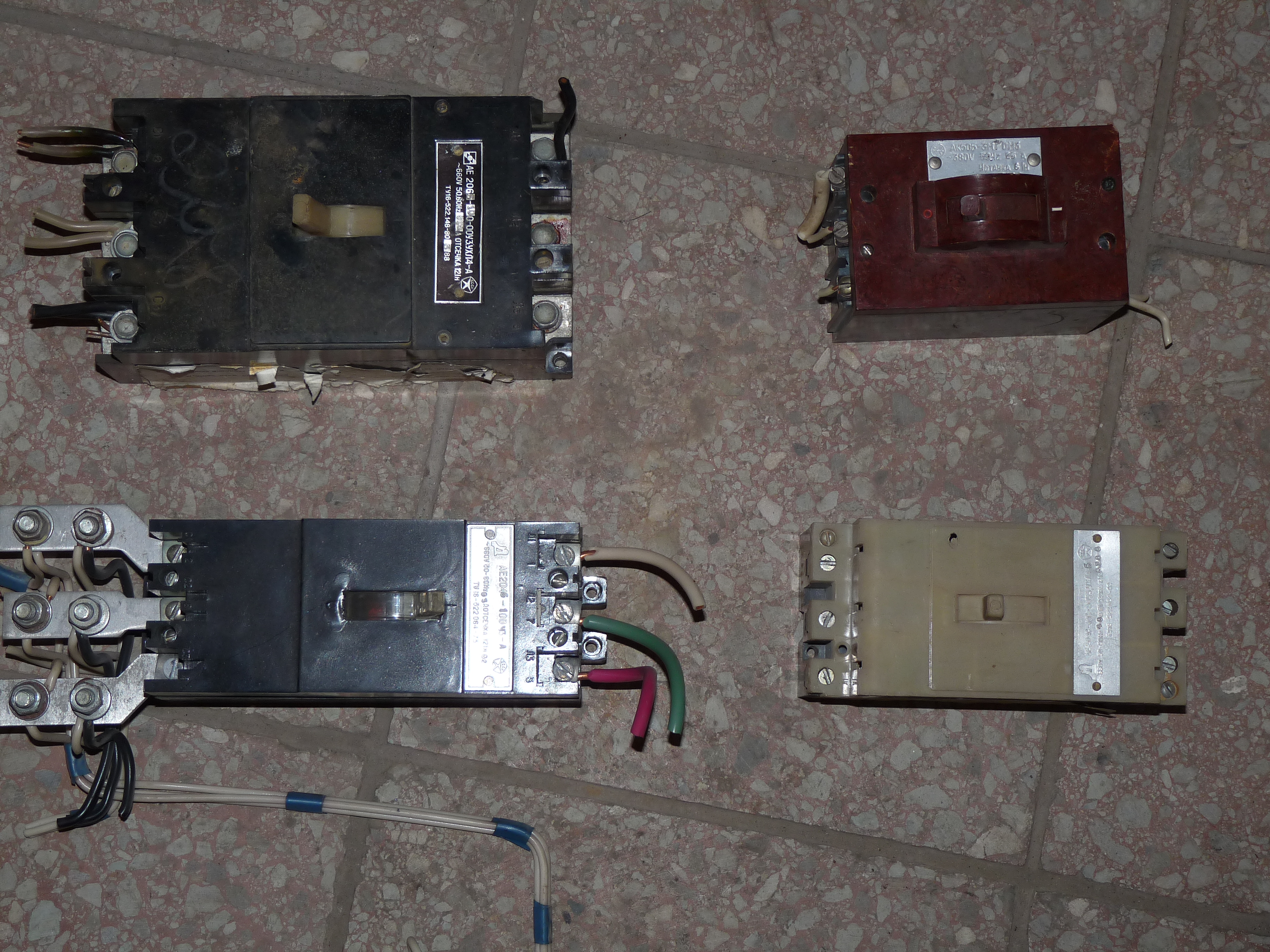
Трёхфазные автоматические выключатели советского производства

### Модульный автоматический выключатель
Автоматический выключатель, рассчитанный на небольшие токи, в настоящее время чаще всего имеет модульную конструкцию, которая предназначена для крепления на DIN-рейку. Внутреннее устройство модульного автоматического выключателя показано на рисунке справа. Включение-выключение производится рычажком (1), провода подсоединяются к винтовым клеммам (2). Защелка (9) фиксирует корпус выключателя на DIN-рейке и позволяет при необходимости легко его снять (для этого нужно оттянуть защелку, вставив плоскую отвёртку в петлю защелки). Коммутацию цепи осуществляют подвижный (3) и неподвижный (4) контакты. Подвижный контакт подпружинен, пружина обеспечивает усилие нажатия контактов во включённом состоянии и быстрое их отключение при срыве собачки механизма расцепления посредством одного из двух расцепителей: теплового (5) или электромагнитного (7). Во время расцепления контактов может возникнуть электрическая дуга, поэтому контакты имеют особую форму и находятся рядом с дугогасительной решёткой (8).